# Ángel de Amparo

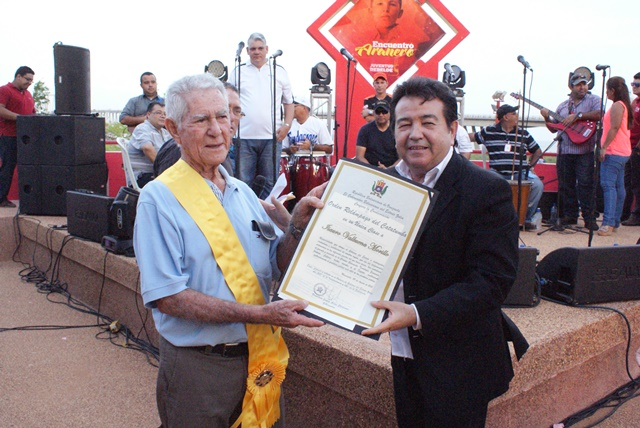
Gobernación del Zulia confiere a Isauro Valbuena las órdenes Relámpago de Catatumbo en su única clase y Lago de Maracaibo en su primera clase por la creación del Ángel de Amparo

El Ángel de Amparo es una figura emblemática de unos 120 metros de altura que desde hace más de 40 años representa la llegada de la Navidad en la ciudad de Maracaibo, puesto que se avista desde diversos puntos de la entidad, vestido con unos 1.800 bombillos ahorradores de 11 vatios.
La figura se ha convertido en un icono navideño de la ciudad y cada año anuncia la celebración del día de la Virgen de Chiquinquirá y la llegada de la Navidad.

## Historia
El 15 de febrero de 1971, se invitó al personal de la empresa eléctrica del estado a participar en el concurso "Un Diseño de Navidad para la Torre de Amparo", con la finalidad de seleccionar una figura emblemática para el Centro de Trabajo "Teolindo Álvarez", ubicado en el sector de Amparo en Maracaibo.
Se obtuvieron muchos diseños, desde pesebres hasta guirnaldas, y el seleccionado fue la figura de un ángel creado por Isauro Valbuena, trabajador del área de dibujo del Departamento de Distribución, adscrito a la sección de Dibujo. Un jurado seleccionó el diseño por considerar que cada año, cuando se encendieran las luces y apareciera la figura, se evocaría el pasaje bíblico en el que el Ángel Gabriel anunciaba a María el nacimiento del niño Jesús.
En diciembre de 1973 hizo su aparición el Ángel de Amparo, causando gran admiración entre los marabinos; ese ángel tenía luces de colores y solo podía ser apreciado desde el norte y el sur, mientras que en los otros dos puntos solo se percibía como una línea de luz sin figura definida.
Para la Navidad de 1975, su creador Isauro Valbuena se encargó de modificar el diseño del ángel brindándole un aspecto tridimensional para que pudiera ser apreciado desde todos los vientos de la ciudad, además de esto le creó un nuevo traje completamente transparente y compuesto por más de mil 800 bombillos, que permite sea observado desde cualquier sitio de la ciudad.
En el año 1985 a los 13 años de encendido, con motivo de la construcción de la nueva torre de comunicaciones de ENELVEN,  la cual es la base del Angel de Amparo, sufrió modificaciones en su tamaño, pasando a medir más de 110 metros de altura, equivalente a un edificio de 45 pisos.

## Ubicación geográfica
El Ángel de Amparo se encuentra ubicado en el sector "Amparo", de la Parroquia Cacique Mara, en la zona oeste del Municipio Maracaibo, estado Zulia 

## Programación y fecha de encendido
Por lo general el ángel de amparo es encendido a partir del 15 de noviembre hasta el 6 de enero con horarios de 8:00 PM a 11:00 PM y los días 18 de noviembre, 24 y 31 de diciembre permanece encendido hasta las 6:00 AM sin embargo los horarios y fechas pueden variar según la programación asignada por Corpoelec.

### Encendidos fuera de fecha
Solo en cinco ocasiones esta luminosa figura se ha sido encendida fuera de la fecha acostumbrada. Una de ellas fue durante la visita realizada por el papa Juan Pablo II en febrero de 1996; otra al momento de su muerte en el año 2005, y también en el marco del evento deportivo Copa América 2007. Las dos veces más recientes fueron en febrero de 2012, cuando el presidente Hugo Chávez partió a Cuba para someterse a una intervención quirúrgica y, finalmente, en marzo de 2013 cuando falleció.